# Kaničky
Kaničky là một làng thuộc huyện Domažlice, vùng Plzeňský, Cộng hòa Séc.